# Polydactylus opercularis
Polydactylus opercularis är en fiskart som först beskrevs av Gill, 1863.  Polydactylus opercularis ingår i släktet Polydactylus och familjen Polynemidae. IUCN kategoriserar arten globalt som livskraftig. Inga underarter finns listade i Catalogue of Life.